# Odette Babandoa Etoa
Odette Babandoa Etoa (Aketi, 11 janvier 1961 - ), est une femme politique congolaise. Elle est parfois surnommée « Jeanne d'Arc » ou « Madame de fer ». Juriste de formation, elle est mariée et mère de six enfants.

## Vie professionnelle
Professionnellement, elle a occupé plusieurs fonctions parmi lesquelles magistrate, conseillère au ministère de sports et loisirs, de la fonction publique, du plan, conseillère juridique au cabinet du Premier ministre. Elle a été nommée Déléguée Générale adjointe puis Présidente Déléguée Générale à l'Office des Chemins de fer des Uele (CFU), pour relever cette entreprise de transport qui était complètement en arrêt de services. 
Son succès à la tête de cette entreprise retiendra l'attention du Président Laurent Désiré Kabila qui fera appel à elle pour occuper au sein du gouvernement les fonctions du Ministre des transports et communications, où ses pratiques rigoureuses lui créent des ennemis au sein du gouvernement : elle fut arrêtée et libérée sans jugement. Après son départ du gouvernement, elle milite au sein du Forum des femmes Juristes pour la République, dont elle est Présidente. Avocate au barreau de Kinshasa, elle est consultante dans le secteur des infrastructures et projets et préside l'Union des patriotes Républicain, un parti politique congolais et est Secrétaire Exécutif National de la Dynamique Chretienne pour l'Unité et le développement (Regroupement politique)